# Calle Kindbom
Carl-Henry Kindbom, känd som Calle Kindbom, född 1 oktober 1958 i Undenäs församling i dåvarande Skaraborgs län, är en svensk låtskrivare från Skövde.
Kindbom har skrivit många låtar från 1990-talet och framåt och har jobbat i musikbranschen i många år, bland annat på Mariann Grammofon och EMI Music Sweden AB. Har fått cirka 350 låtar inspelade varav över 25 har blivit Svensktoppshits eller Trackshits. Tre av dessa låtar har varit etta på Svensktoppen, bland andra "Kom hem" av Barbados. Låten vann även Dansbandslåten på TV4 år 2000. År 2002 hade Calle tillsammans med Thomas G:son flest låtar på Svensktoppen. Kindbom var även med i den populära TV-serien Fame Factory 2002-2005 som A&R på Mariann Grammofon.

## Melodifestivalbidrag
- Världen utanför (2002)[3]
- Vem e' de' du vill ha (2002)[3]
- Give Me Your Love (2003) - första plats[3]
- Var mig nära (2005)[3]
- Långt bortom tid och rum (2005)[3]
- Älskar du livet (2006)[3]
- I dag och i morgon (2006)[3]
- Show me heaven (2009)[3]
- Vaken i en dröm (2011)[3]
- Trivialitet (2013)[3]
- Raise your hands (2014)
- Kom ut som en stjärna (2016)
- Det finns en väg (2018)

## Svensktoppsettor
- Ett liv tillsammans 1995
- Godmorgon världen 1999
- Kom hem 2000